# Chikau Mansale
Chikau Mansale (13 gennaio 1983) è un calciatore e giocatore di calcio a 5 vanuatuano, di ruolo portiere.

## Carriera
In carriera ha giocato 15 partite nella nazionale maggiore di Vanuatu. Ha giocato anche numerose partite nella OFC Champions League 2013-2014 dove con la sua squadra è arrivato alla finale.

## Palmarès

### Calcio

#### Club
- Port Vila Premia Divisen: 4

Amicale: 2010, 2011, 2012, 2013
- VFF Bred Cup: 2

Amicale: 2010, 2011

#### Individuale
- Golden Gloves (miglior portiere della OFC Champions League): 1

Amicale: 2013-2014